# Idanthyrsus sexhamatus
Idanthyrsus sexhamatus är en ringmaskart som först beskrevs av Grube 1878.  Idanthyrsus sexhamatus ingår i släktet Idanthyrsus och familjen Sabellariidae. Inga underarter finns listade i Catalogue of Life.